# Misa zadušnica
Misa zadušnica u Katoličkoj Crkvi je sveta misa za dušu pokojnika. Običaji i crkveni propisi nalažu njezino slavljenje u župnoj crkvi prema mjestu stanovanja pokojnika. Običaj je u Hrvata za pokojnika iz obitelji slaviti sprovodnu misu te osim nje i misu zadušnicu osmoga i tridesetog dana nakon smrti. Kod nekih je i želja da se za pokojnog člana obitelji služe tzv. gregorijane. Mise zadušnice potom se slave na godišnjicu smrti. Prema Crkvenu nauku, poželjno je da misa zadušnica bude u zajedništvu s rodbinom i župnom zajednicom u kojoj je pokojnik živio te da se pri tomu članovi obitelji pričeste, s time da im je potrebno prethodno se ispovijediti, u situacijama kao što je kad se dugo nisu ispovjedili ili počinili teške odn. smrtne grijehe.
Sprovodna misa zadušnica (requiem) slavi se na dan ukopa. Slavi ju se u prisutnosti lijesa s pokojnikovim tijelom prije samog ukopa ili neposredno nakon ukopa. Euharistijskom žrtvom prinesenom tad Crkva izražava svoje djelotvorno zajedništvo s pokojnikom, moleći da pokojnik kao Božje dijete bude očišćen od svojih grijeha i njihovih posljedica i „bude uveden k Stolu nebeske gozbe u Kraljevstvu nebeskom”. Rodbina i prijatelji pozvani su sudjelujući na svetim misama i primajući sakramente živjeti u zajedništvu sa svojim pokojnikom, s kojim ostaju povezani u molitvi.